# ユーリ・ノルシュテイン

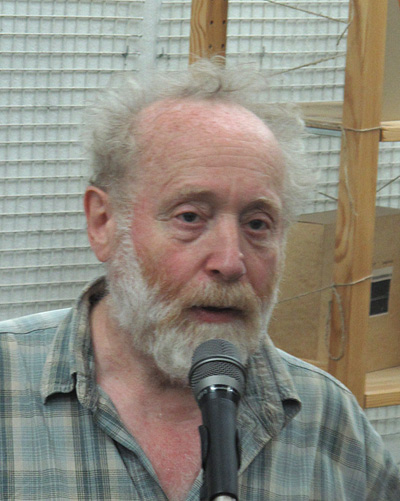
2009年2月撮影

ユーリ・ボリソヴィチ・ノルシュテイン（Юрий Борисович Норштейн、ラテン文字表記の例：Yuriy Borisovich Norshteyn / Yuri B. Norstein、1941年9月15日 – ）は、主にセルロイドに緻密に描き込まれた切り絵を用いる短編アニメーション映画などで知られる映像作家である。ソ連→ロシア国籍の東欧系ユダヤ人である。
妻のフランチェスカ・ヤールブソワはノルシュテイン作品の美術監督をつとめていた。

## 略歴
第二次世界大戦戦時下に、疎開先のペンザ州ゴロヴィンシチェンスキー地区アンドレエフカ村で生まれた。1943年にモスクワに戻る。
家具職人をしていたが、1959年に、ソユーズムリトフィルム連邦動画スタジ付属のアニメーターコースに入学。
卒業後、ソユーズムリトフィルムで、『せむしのこうま（イワンの仔馬）』『森は生きている』などのイワン・イワノフ＝ワノや、『ミトン』『チェブラーシカ』などで知られるロマン・カチャーノフなどに師事する。アニメーションの声優として参加もした。
1987年に行われた、第2回広島国際アニメーションフェスティバルの審査員として初来日した際に、同じく審査員だった手塚治虫からサインを求められ、ベレー帽をかぶったハリネズミの色紙を描いた。
1993年、アニメーション学校とスタジオを設立。
1995年の原画展示会にて、スティーヴン・スピルバーグに既存の作品を米国で公開する際、共同監督としてクレジットする様に求められたが断った一件について言及している。
2014年のロシアソチオリンピックでは、開会式で「ロシアを代表するモチーフ」の一つとして『霧につつまれたハリネズミ』が取り上げられている。同年、テレビ東京の番組「YOUは何しに日本へ?」の直撃取材も受けた。

## 作風、受けた影響
セルゲイ・エイゼンシュテインに強く影響され、モンタージュ技法を好んで使う。
『老人と海』で知られるアレクサンドル・ペトロフとは、師弟である。
好きなアニメーション作家は、フレデリック・バック、ノーマン・マクラレン、川本喜八郎、個人的にも交流の深い高畑勲など。ディズニー作品も、小さな頃から好きである。
講演などではミケランジェロ等の他分野の古典にも言及し、日本の詩歌への造詣も深い。
CGアニメーションを嫌っており、人間の想像力を疎外したものからは、何も生まれないと苦言を呈している一方で、羨ましく思う一面もあるという。

## 彼へのパロディ、トリビュート
手塚治虫は『アドルフに告ぐ』において、カウフマンに射殺されるユダヤ人ヴァイオリニストの名前に彼の名を借用した。また、手塚は単行本ではカットしているが自作の漫画「火の鳥」の太陽編で『話の話』に登場する狼を雑誌掲載時に1コマだけ出演させている。
ミシェル・ゴンドリーはビョークのヒューマン・ビヘイビャーのミュージック・ヴィデオで霧につつまれたハリネズミのモチーフを引用した。
大地丙太郎は『十兵衛ちゃん2-シベリア柳生の逆襲-』に、彼の『霧につつまれたハリネズミ』のハリネズミを模したキャラクタを登場させた。同作品ではノルシュテイン自身がマスコットキャラの声優として出演している(飲酒状態で臨んだという)。

## 作品
- 1968年 - 『25日・最初の日』
- 1971年 - 『ケルジェネツの戦い』
- 1973年 - 『狐と兎』
- 1974年 - 『あおさぎと鶴』
- 1975年 - 『霧につつまれたハリネズミ』
- 1979年 - 『話の話』（自身の記憶の断片をモチーフにしている）[2]
- 1980年～現在 - ゴーゴリ原作の、『外套』を、幾度か中断しながらも製作中。
- 1995年 - 『ロシア砂糖のTVコマーシャル』
- 1999年 - 『おやすみなさいこどもたち』
- 2003年 - 『連句アニメーション「冬の日」』(アニメーション作家35名による合作)

## 関連著作
- 『話の話　映像詩の世界』（高畑勲解説、徳間書店、1984年）
- 『きりのなかのはりねずみ』（ユーリー・ノルシュテイン／セルゲイ・コズロフ作、フランチェスカ・ヤルブーソヴァ (イラスト),児島宏子訳、福音館書店、2000年）
- 『アオサギとツル　ダーリ採集によるロシア民話より』（ユーリー・ノルシュテイン原案、フランチェスカ・ヤルブーソヴァ (イラスト)、児島宏子訳、未知谷、2001年）2006年、新版
- 『きつねとうさぎ　ロシアの昔話』（ユーリー・ノルシュテイン構成、フランチェスカ・ヤルブーソヴァ (イラスト)児島宏子訳、福音館書店、2003年）
- 『フラーニャと私』（ユーリー・ノルシュテイン構成・文、児島宏子訳、徳間書店、2003年）
- 『外套』（ゴーゴリ著、ユーリー・ノルシュテイン原案・跋、フランチェスカ・ヤールブソワ絵、児島宏子訳、未知谷、2009年）

## 関連書籍
- ターニャ・ウスヴァイスカヤ『ノルシュテイン氏の優雅な生活』（ふゅーじょんぷろだくと、2003年）
- 『ユーリー・ノルシュテインの仕事』（ふゅーじょんぷろだくと、2004年）
- みやこうせい『ユーリー・ノルシュテイン』（未知谷、2006年）　※写真集
- 児島宏子『アニメの詩人ノルシュテイン　音・響き・ことば』（東洋書店、2006年）
- クレア・キッソン『『話の話』の話―アニメーターの旅　ユーリー・ノルシュテイン』（未知谷、2008年）
- 土居伸彰『個人的なハーモニー ノルシュテインと現代アニメーション論』（フィルムアート社、2016年）